# 새해 복
〈새해 복〉은 록 밴드 장기하와 얼굴들이 2015년 2월 11일 발표한 싱글이다.

## 배경과 작곡
장기하와 얼굴들은 지난해 10월 3번째 정규 앨범 《사람의 마음》을 발표하고 3년 4개월 만에 컴백했다.
장기하와 얼굴들은 디지털 싱글 〈새해 복〉을 2월 11일 정오 각종 온라인 음원 사이트를 통해 기습적으로 공개했다. 2월 11일 장기하와 얼굴들의 소속사 두루두루amc에 따르면, 〈새해 복〉은 장기하가 2015년 초 "새해 복... 만으로는 안돼!"라는 말을 떠올린 후, 이 말에 영감을 받아 만든 노래다. 장기하와 얼굴들 특유의 재치 있는 가사와 빈티지한 곡의 분위기가 인상적으로 담긴 것으로 알려졌다. 곡의 모티브가 된 말 ‘새해 복! 만으로는 안돼!’가 반복적으로 등장, 쉽게 따라 부를 수 있도록 고안된 것을 특징으로 한다.
장기하와 얼굴들은 지난 한해 숨가쁜 나날을 보낸 후 1월은 멤버 모두 휴식을 취하기로 했던 상황이었다. 하지만 〈새해 복〉 프로젝트가 급물살을 타면서 각자 휴가도 반납하고 작업에 열중했다. 전국 각지에 뿔뿔이 흩어져 있었던 탓에 시간이 날 때마다 서로의 녹음파일을 공유하며 독특한 방식으로 작업을 진행했다. 평소 돈독한 팀워크로 유명한 장기하와 얼굴들은 새로운 녹음 방식에서도 완벽한 호흡을 자랑하며 〈새해 복〉 녹음을 마쳤다.
〈새해 복〉은 원곡을 포함해 캬바레재즈 버전, 전자리듬고고 버전, 아카펠라 버전, 인스트루먼트 등 총 5가지 버전으로 완성됐다. 장기하가 평소 좋아했던 아티스트인 DJ 소울스케이프와 윤석철 트리오에 리믹스를 부탁해 전자리듬고고 버전, 캬바레재즈 버전이 각각 만들어졌으며, 이후 이를 한 앨범에 담은 싱글 앨범으로 팬들에게 공개하기로 결정했다. 이에 대해 장기하는 "DJ 소울 스케이프와 윤석철 씨 모두 재미있겠다며 신나게 작업을 해주셨고, 그렇게 완성된 음반입니다"며 "설 선물이에요. 여러 분, 새해 복 많이 받으세요"라는 소감을 밝혔다.

## 뮤직비디오
장기하와 얼굴들은 음원과 함께 장기하가 연출하고 출연한 〈새해 복〉 뮤직비디오도 공개했다. ‘역대급 초심플 뮤비’를 표방하는 이 뮤직비디오는 메모지 위에 빠른 속도로 쓰였다 지워지는 가사들로 가독성에 충실한 연출 방식을 보인 것으로 알려졌다. 또한, 뮤직비디오 후반부에는 꽃분홍색 한복을 입고 등장, 매서운 바닷바람에 맞서 흥에 겨운 춤사위를 선보이는 장기하의 모습이 담길 예정이다.